# Pandemia de COVID-19 en Estado de México
El primer caso de la pandemia de COVID-19 en México, un hombre de 35 años que había viajado recientemente a Italia, fue confirmado por el Gobierno en una conferencia de prensa el 28 de febrero del 2020 en la Ciudad de México. A su vez, el primer caso confirmado en el estado de México se registró en el municipio de Huixquilucan el 7 de marzo del 2020, y se trataba de un hombre de 71 años, quien fue el sexto caso a nivel nacional. El primer fallecimiento se dio en el municipio de Ixtapaluca el 26 de marzo de 2020.

## Estadísticas
| Casos de enfermedad por COVID-19 en el estado de México Muertes Casos activos marabrmayjunÚltimos 15 días | Casos de enfermedad por COVID-19 en el estado de México Muertes Casos activos marabrmayjunÚltimos 15 días | Casos de enfermedad por COVID-19 en el estado de México Muertes Casos activos marabrmayjunÚltimos 15 días | Casos de enfermedad por COVID-19 en el estado de México Muertes Casos activos marabrmayjunÚltimos 15 días | Casos de enfermedad por COVID-19 en el estado de México Muertes Casos activos marabrmayjunÚltimos 15 días |
| --- | --- | --- | --- | --- |
| Fecha | Fecha | | N.º de casos                                                                                              | N.º de muertes                                                                                            |
| 06-03-2020 | 06-03-2020                                                                                                | | 1(—) | |
| ⋮ | | | | |
| 12-03-2020 | 12-03-2020                                                                                                | | 2(—) | |
| 13-03-2020 | 13-03-2020                                                                                                | | 3(+50%)                                                                                                   | |
| 2020-03-14 | | | | |
| 15-03-2020 | 15-03-2020                                                                                                | | 4(—) | |
| 16-03-2020 | 16-03-2020                                                                                                | | 9(+125%)                                                                                                  | |
| 2020-03-17 | | | | |
| 18-03-2020 | 18-03-2020                                                                                                | | 10(—) | |
| 2020-03-19 | | | | |
| 20-03-2020 | 20-03-2020                                                                                                | | 14(—) | |
| 2020-03-21 | | | | |
| 22-03-2020 | 22-03-2020                                                                                                | | 22(—) | |
| ⋮ | | | | |
| 25-03-2020 | 25-03-2020                                                                                                | | 26(—) | |
| 26-03-2020 | 26-03-2020                                                                                                | | 46(+77%)                                                                                                  | 1(—) |
| 27-03-2020 | 27-03-2020                                                                                                | | 70(+52%)                                                                                                  | 1(=) |
| 28-03-2020 | 28-03-2020                                                                                                | | 85(+21%)                                                                                                  | 1(=) |
| 29-03-2020 | 29-03-2020                                                                                                | | 119(+40%)                                                                                                 | 1(=) |
| 30-03-2020 | 30-03-2020                                                                                                | | 136(+14%)                                                                                                 | 1(=) |
| 31-03-2020 | 31-03-2020                                                                                                | | 149(+9,6%)                                                                                                | 1(=) |
| 01-04-2020 | 01-04-2020                                                                                                | | 157(+5,4%)                                                                                                | 1(=) |
| 02-04-2020 | 02-04-2020                                                                                                | | 171(+8,9%)                                                                                                | 1(=) |
| 03-04-2020 | 03-04-2020                                                                                                | | 177(+3,5%)                                                                                                | 1(=) |
| 04-04-2020 | 04-04-2020                                                                                                | | 188(+6,2%)                                                                                                | 1(=) |
| 05-04-2020 | 05-04-2020                                                                                                | | 204(+8,5%)                                                                                                | 3(+200%)                                                                                                  |
| 06-04-2020 | 06-04-2020                                                                                                | | 261(+28%)                                                                                                 | 3(=) |
| 07-04-2020 | 07-04-2020                                                                                                | | 320(+23%)                                                                                                 | 8(+167%)                                                                                                  |
| 08-04-2020 | 08-04-2020                                                                                                | | 354(+11%)                                                                                                 | 9(+12%)                                                                                                   |
| 09-04-2020 | 09-04-2020                                                                                                | | 399(+13%)                                                                                                 | 11(+22%)                                                                                                  |
| 10-04-2020 | 10-04-2020                                                                                                | | 470(+18%)                                                                                                 | 11(=) |
| 11-04-2020 | 11-04-2020                                                                                                | | 498(+6%)                                                                                                  | 16(+45%)                                                                                                  |
| 12-04-2020 | 12-04-2020                                                                                                | | 523(+5%)                                                                                                  | 19(+19%)                                                                                                  |
| 13-04-2020 | 13-04-2020                                                                                                | | 558(+6,7%)                                                                                                | 22(+16%)                                                                                                  |
| 14-04-2020 | 14-04-2020                                                                                                | | 602(+7,9%)                                                                                                | 27(+23%)                                                                                                  |
| 15-04-2020 | 15-04-2020                                                                                                | | 659(+9,5%)                                                                                                | 35(+30%)                                                                                                  |
| 16-04-2020 | 16-04-2020                                                                                                | | 695(+5,5%)                                                                                                | 43(+23%)                                                                                                  |
| 17-04-2020 | 17-04-2020                                                                                                | | 754(+8,5%)                                                                                                | 46(+7%)                                                                                                   |
| 18-04-2020 | 18-04-2020                                                                                                | | 786(+4,2%)                                                                                                | 49(+6,5%)                                                                                                 |
| 19-04-2020 | 19-04-2020                                                                                                | | 877(+12%)                                                                                                 | 52(+6,1%)                                                                                                 |
| 20-04-2020 | 20-04-2020                                                                                                | | 901(+2,7%)                                                                                                | 55(+5,8%)                                                                                                 |
| 21-04-2020 | 21-04-2020                                                                                                | | 1013(+12%)                                                                                                | 58(+5,5%)                                                                                                 |
| 22-04-2020 | 22-04-2020                                                                                                | | 1593(+57%)                                                                                                | 71(+22%)                                                                                                  |
| 23-04-2020 | 23-04-2020                                                                                                | | 1734(+8,9%)                                                                                               | 82(+15%)                                                                                                  |
| 24-04-2020 | 24-04-2020                                                                                                | | 1992(+15%)                                                                                                | 104(+27%)                                                                                                 |
| 25-04-2020 | 25-04-2020                                                                                                | | 2238(+12%)                                                                                                | 110(+5,8%)                                                                                                |
| 26-04-2020 | 26-04-2020                                                                                                | | 2355(+5,2%)                                                                                               | 116(+5,5%)                                                                                                |
| 27-04-2020 | 27-04-2020                                                                                                | | 2455(+4,2%)                                                                                               | 122(+5,2%)                                                                                                |
| 28-04-2020 | 28-04-2020                                                                                                | | 2722(+11%)                                                                                                | 128(+4,9%)                                                                                                |
| 29-04-2020 | 29-04-2020                                                                                                | | 2863(+5,2%)                                                                                               | 143(+12%)                                                                                                 |
| 30-04-2020 | 30-04-2020                                                                                                | | 3130(+9,3%)                                                                                               | 169(+18%)                                                                                                 |
| 01-05-2020 | 01-05-2020                                                                                                | | 3422(+9,3%)                                                                                               | 185(+9,5%)                                                                                                |
| 02-05-2020 | 02-05-2020                                                                                                | | 3615(+5,6%)                                                                                               | 191(+3,2%)                                                                                                |
| 03-05-2020 | 03-05-2020                                                                                                | | 3893(+7,7%)                                                                                               | 199(+4,2%)                                                                                                |
| 04-05-2020 | 04-05-2020                                                                                                | | 4202(+7,9%)                                                                                               | 208(+4,5%)                                                                                                |
| 05-05-2020 | 05-05-2020                                                                                                | | 4353(+3,6%)                                                                                               | 227(+9,1%)                                                                                                |
| 06-05-2020 | 06-05-2020                                                                                                | | 4663(+7,1%)                                                                                               | 244(+7,5%)                                                                                                |
| 07-05-2020 | 07-05-2020                                                                                                | | 5077(+8,9%)                                                                                               | 275(+13%)                                                                                                 |
| 08-05-2020 | 08-05-2020                                                                                                | | 5418(+6,7%)                                                                                               | 300(+9,1%)                                                                                                |
| 09-05-2020 | 09-05-2020                                                                                                | | 5710(+5,4%)                                                                                               | 321(+7%)                                                                                                  |
| 10-05-2020 | 10-05-2020                                                                                                | | 5988(+4,9%)                                                                                               | 340(+5,9%)                                                                                                |
| 11-05-2020 | 11-05-2020                                                                                                | | 6155(+2,8%)                                                                                               | 343(+0,88%)                                                                                               |
| 12-05-2020 | 12-05-2020                                                                                                | | 6540(+6,3%)                                                                                               | 378(+10%)                                                                                                 |
| 13-05-2020 | 13-05-2020                                                                                                | | 6813(+4,2%)                                                                                               | 405(+7,1%)                                                                                                |
| 14-05-2020 | 14-05-2020                                                                                                | | 7255(+6,5%)                                                                                               | 433(+6,9%)                                                                                                |
| 15-05-2020 | 15-05-2020                                                                                                | | 7570(+4,3%)                                                                                               | 453(+4,6%)                                                                                                |
| 16-05-2020 | 16-05-2020                                                                                                | | 7892(+4,3%)                                                                                               | 470(+3,8%)                                                                                                |
| 17-05-2020 | 17-05-2020                                                                                                | | 8187(+3,7%)                                                                                               | 478(+1,7%)                                                                                                |
| 18-05-2020 | 18-05-2020                                                                                                | | 8556(+4,5%)                                                                                               | 484(+1,3%)                                                                                                |
| 19-05-2020 | 19-05-2020                                                                                                | | 9002(+5,2%)                                                                                               | 503(+3,9%)                                                                                                |
| 20-05-2020 | 20-05-2020                                                                                                | | 9346(+3,8%)                                                                                               | 854(+70%)                                                                                                 |
| 21-05-2020 | 21-05-2020                                                                                                | | 9661(+3,4%)                                                                                               | 937(+9,7%)                                                                                                |
| 22-05-2020 | 22-05-2020                                                                                                | | 10 160(+5,2%)                                                                                             | 1127(+20%)                                                                                                |
| 23-05-2020 | 23-05-2020                                                                                                | | 10 606(+4,4%)                                                                                             | 1151(+2,1%)                                                                                               |
| 24-05-2020 | 24-05-2020                                                                                                | | 11 057(+4,3%)                                                                                             | 1175(+2,1%)                                                                                               |
| 25-05-2020 | 25-05-2020                                                                                                | | 11 523(+4,2%)                                                                                             | 1208(+2,8%)                                                                                               |
| 26-05-2020 | 26-05-2020                                                                                                | | 12 366(+7,3%)                                                                                             | 1310(+8,4%)                                                                                               |
| 27-05-2020 | 27-05-2020                                                                                                | | 13 140(+6,3%)                                                                                             | 1393(+6,3%)                                                                                               |
| 28-05-2020 | 28-05-2020                                                                                                | | 13 679(+4,1%)                                                                                             | 1462(+5%)                                                                                                 |
| 29-05-2020 | 29-05-2020                                                                                                | | 14 063(+2,8%)                                                                                             | 1520(+4%)                                                                                                 |
| 30-05-2020 | 30-05-2020                                                                                                | | 14 334(+1,9%)                                                                                             | 1594(+4,9%)                                                                                               |
| 31-05-2020 | 31-05-2020                                                                                                | | 14 862(+3,7%)                                                                                             | 1607(+0,82%)                                                                                              |
| 01-06-2020 | 01-06-2020                                                                                                | | 15 210(+2,3%)                                                                                             | 1636(+1,8%)                                                                                               |
| 02-06-2020 | 02-06-2020                                                                                                | | 15 720(+3,4%)                                                                                             | 1698(+3,8%)                                                                                               |
| 03-06-2020 | 03-06-2020                                                                                                | | 16 320(+3,8%)                                                                                             | 1897(+12%)                                                                                                |
| 04-06-2020 | 04-06-2020                                                                                                | | 17 158(+5,1%)                                                                                             | 2106(+11%)                                                                                                |
| 05-06-2020 | 05-06-2020                                                                                                | | 17 875(+4,2%)                                                                                             | 2185(+3,8%)                                                                                               |
| 06-06-2020 | 06-06-2020                                                                                                | | 18 175(+1,7%)                                                                                             | 2217(+1,5%)                                                                                               |
| 07-06-2020 | 07-06-2020                                                                                                | | 18 552(+2,1%)                                                                                             | 2242(+1,1%)                                                                                               |
| 08-06-2020 | 08-06-2020                                                                                                | | 18 993(+2,4%)                                                                                             | 2244(+0,09%)                                                                                              |
| 09-06-2020 | 09-06-2020                                                                                                | | 19 692(+3,7%)                                                                                             | 2252(+0,36%)                                                                                              |
| 10-06-2020 | 10-06-2020                                                                                                | | 20 723(+5,2%)                                                                                             | 2523(+12%)                                                                                                |
| 11-06-2020 | 11-06-2020                                                                                                | | 21 631(+4,4%)                                                                                             | 2607(+3,3%)                                                                                               |
| 12-06-2020 | 12-06-2020                                                                                                | | 22 434(+3,7%)                                                                                             | 2707(+3,8%)                                                                                               |
| 13-06-2020 | 13-06-2020                                                                                                | | 22 707(+1,2%)                                                                                             | 2774(+2,5%)                                                                                               |
| 14-06-2020 | 14-06-2020                                                                                                | | 23 359(+2,9%)                                                                                             | 2806(+1,2%)                                                                                               |
| 15-06-2020 | 15-06-2020                                                                                                | | 23 729(+1,6%)                                                                                             | 2879(+2,6%)                                                                                               |
| 16-06-2020 | 16-06-2020                                                                                                | | 24 564(+3,5%)                                                                                             | 3019(+4,9%)                                                                                               |
| 17-06-2020 | 17-06-2020                                                                                                | | 25 227(+2,7%)                                                                                             | 3172(+5,1%)                                                                                               |
| 18-06-2020 | 18-06-2020                                                                                                | | 26 079(+3,4%)                                                                                             | 3315(+4,5%)                                                                                               |
| Fuente: - Secretaría de Salud (2020). Observaciones: - El «# de casos» diario se refiere al total de casos confirmados activos en el estado, y no incluye las cifras de recuperaciones y muertes. - El número entre paréntesis indica el porcentaje de incremento de casos con respecto al día anterior. - Los datos oficiales se actualizan a las 19:00 horas, horario de México (GMT -5 horas). | | | | |